# С-клас астероид
С-клас астероидите са със силикатен (каменен) състав, оттам идва и името им. Приблизително 17% от астероидите са от този тип, правейки ги вторите най-общи след К-клас астероид.

## Характеристики
С-класа са умерено светли (с албедо от 0,1 до 0,22) и съдържат главно желязно и магнезиеви-силикати. Те са преобладаващи във вътрешния основен пояс навътре 2,2 AE, общи с централния пояс вътре 3 AE, но стават редки по-нататък. Най-големият е 15 Евмония (около 330 км широчина при най-големия размер), със следващите най-големи членове по диаметър са 3 Юнона, 29 Амфихитрит, 532 Херкулина, 7 Ирис. Тези големи С-клас астероиди са видими с 10х50 бинокъл при повечето опозиции; най-светлият 7 Ирис може понякога да стане по-светъл от +7.0, което е по-висок магнитуд отколкото който и да е друг астероид, с изключение на необикновено отражателния 4 Веста.
Техният спектър е с умерено наклонена дължина на вълната по-къса от 0,7 µm, и има умерени поглъщащи свойства около 1 µm до 2 µm. Поглъщане от 1 µm е индикация за наличието на силикати. Съставът на тези астероиди е подобен на редица каменни метеорити, които споделят подобни спектрални характеристики.